# Leonhard Heiden
Leonhard Heiden (* 24. Oktober 1919 in Nürnberg; † 14. Dezember 1999 ebenda) war ein deutscher Politiker (SPD).
Heiden besuchte die Volksschule und das Realgymnasium in Nürnberg, machte die Ausbildung zum Kaufmann und beendete diese mit der abgeschlossenen Prüfung. Am 27. April 1938 beantragte er die Aufnahme in die NSDAP und wurde zum 1. September desselben Jahres aufgenommen (Mitgliedsnummer 6.944.442). Nachdem er im Kriegsdienst eingesetzt worden war, besuchte er die Fachhochschule Nürnberg, die er mit dem Abschlussexamen verließ. Der Sozialoberamtsrat stieg 1956 in die Kommunalpolitik ein. Er war zweiter Bürgermeister der noch eigenständigen Gemeinde Fischbach bei Nürnberg und Fraktionsvorsitzender der SPD im Kreistag des Landkreises Nürnberg. 1962 wurde er in den Bezirkstag von Mittelfranken gewählt, 1966 wechselte er in den Bayerischen Landtag. Nachdem er zunächst über die Wahlkreisliste einzog, gewann er 1974 das Direktmandat im Stimmkreis Nürnberg-Süd. 1978 schied er aus dem Landtag aus.